# 정현식
정현식(鄭賢植, 1990년 11월 22일 ~ )은 대한민국의 축구 선수이다. 포지션은 수비형 미드필더, 중앙 미드필더, 오른쪽 측면 미드필더이다.